# Antoinette Bower
Pour les articles homonymes, voir Bower.
Antoinette Bower  est une actrice britannique d'origine allemande, née le 30 septembre 1932 à Baden-Baden dans le Bade-Wurtemberg en Allemagne.

## Filmographie

### Cinéma
- 1962 : Les Révoltés du Bounty (Mutiny on the Bounty) de  Lewis Milestone : Lady Gwendenare (non créditée)
- 1980 : Le Bal de l'horreur de Paul Lynch : Mme 'Vi' Hammond
- 1982 : Le Promeneur de l'éternité (Time Walker) de Tom Kennedy : Dr Hayworth
- 1984 : L'Enfer de la violence de J. Lee Thompson : Claire
- 1986 : Club Paradis de Harold Ramis : Pamela

### Télévision
- 1960 : Thriller
- 1961 : Alfred Hitchcock présente (saison 6 épisode 24 : A Woman's Help) : Miss Greco
- 1963 : La Quatrième Dimension (saison 5 épisode 9 : Sonde 7 - Fort et clair) : Eve
- 1965 : Des agents très spéciaux : Les chiens sont lâchés
- 1965 : Les Mystères de l'Ouest : La Nuit de la mort subite : Janet Coburn
- 1966 : Les Espions : Shelby Clavell
- 1967 : Star Trek : Dans les griffes du chat (titre original : Catspaw) : Sylvia
- 1967 : Mission impossible saison 2 : L'Esclave (2 épisodes) (titre original : The Slaves) : Amara
- 1968 : Mannix saison 1 épisodes 17 & 18 : Traquenards (titre original : Deadfall)
- 1969 : Mannix saison 2 épisode 16 : L'Ombre d'un homme (titre original : Shadow Of A Man) : Barbara Sandersen
- 1970 : Mission impossible saison 4 : Fantômes (titre original : Phantoms) : Nora Bennett
- 1974 : Columbo : Réaction négative : Frances Galesko
- 1976 : L'homme qui valait trois milliards (The Six Million Dollar Man) (Série TV) (saison 4 épisode 12) : Nora Crandall
- *1982 : Pour l'amour du risque (saison 4 épisode 1) : Un lit de tout repos